# Fabian Grzybowski
Fabian Grzybowski (ur. 19 stycznia 1913 w Zwoleniu, zm. 2 lipca 1985) – polski geodeta.

## Życiorys
Fabian Grzybowski urodził się 19 stycznia 1913 roku w Zwoleniu. W roku 1937 ukończył naukę w Państwowej Szkole Mierniczej w Warszawie, a w roku 1950 zdał egzamin przed Państwową Komisją Weryfikacyjną i otrzymał stopień inżyniera.
W 1937 roku pracował w Opocznie u mierniczego przysięgłego inż. Eugeniusza Madeja, a rok później przeprowadził się do Łodzi i pracował w Zarządzie Miejskim na stanowisku mierniczego. Po II wojnie światowej został zatrudniony w Wydziale Pomiarów Urzędu Wojewódzkiego w Łodzi. W 1945 roku, wraz z Eugeniuszem Madejem, był organizatorem Oddziału Państwowego Przedsiębiorstwa Mierniczego w Łodzi. Następnie pracował w Miejskim Przedsiębiorstwie Mierniczym w Łodzi, a w roku 1958 powrócił do Okręgowego Przedsiębiorstwa Mierniczego, w którym pracował do emerytury. Ponadto od 1950 roku był nauczycielem w Technikum Geodezyjnym w Łodzi.
W roku 1945 Fabian Grzybowski był jednym z założycieli łódzkiego oddziału Związku Mierniczych Rzeczypospolitej Polskiej (Stowarzyszenie Geodetów Polskich), w którym w kolejnych latach pełnił m.in. funkcję przewodniczącego Zarządu Oddziału i wchodził w skład Zarządu Głównego SGP. Brał udział w pracach w Naczelnej Organizacji Technicznej. Zmarł 2 lipca 1985 roku i został pochowany na cmentarzu Komunalnym na Dołach w Łodzi.

## Odznaczenia
Fabian Grzybowski został odznaczony m.in.:
- Krzyżem Oficerskim i Kawalerskim Orderu Odrodzenia Polski,
- Złotym i Srebrnym Krzyżem Zasługi,
- Medalem Komisji Edukacji Narodowej.

Ponadto został wyróżniony m.in. honorową odznaką miasta Łodzi, złotymi odznakami honorowymi NOT i SGP.